# Jochen Stutzky
Jochen Stutzky (* 6. Oktober 1980 in Schwäbisch Gmünd) ist ein deutscher Fußballkommentator und Fernsehmoderator.

## Leben
Jochen Stutzky machte am Hohenstaufen-Gymnasium in Göppingen sein Abitur und studierte daraufhin Sportwissenschaft an der Technischen Universität München.

## Werdegang
Nach seiner Ausbildung war Stutzky während der Saison 2006/07 freier Redakteur von Arena.tv, der Internetpräsenz des damaligen Bezahlfernsehsenders Arena. Danach war er von 2007 bis 2009 Kommentator beim Münchner Radiosender Radio Gong 96.3, zeitgleich wurde er freier Redakteur beim Free-TV-Sender DSF, der sich 2010 in Sport1 umbenannte. Von 2008 bis 2012 war er beim Internetradiosender 90elf zu hören, wo er die Spiele der Fußball-Bundesliga kommentierte.
Dieser Funktion geht er beim im Juli 2013 gestarteten Sport1.FM nach. Im Fernsehen moderiert er die Sendung Goooal! – Das internationale Fußball-Magazin, die montags auf Sport1 zu sehen ist. Zeitweise war er zudem Gastgeber des täglichen Fußballmagazins Bundesliga aktuell. Weiterhin fungiert er als Sport1-Reporter für die Nationalmannschaft und kommentiert Zusammenfassungen der Erst- und Zweitligaspiele für Sport1 und Bild.de.